# 姜肱
姜肱（97年—173年），字伯淮，彭城郡廣戚縣（今江蘇省徐州市）人。

## 生平

### 姜肱大被
姜肱和他的弟弟仲海、季江，三人都以孝行聞名。兄弟三人形影不離，每天都睡在一起。長大後各自娶妻，姜肱三兄弟感情依舊，無法分離。他們不忍心要分開睡，於是做了很大的被子，兄弟三個人一起睡。但由於需要傳宗接代，所以他們輪流和妻子同房。後人以「肱被」、「姜肱被」、「姜被」、「情重姜肱」比喻兄弟友愛。
姜肱博通《五經》，通曉天文星象和讖緯之學，前來拜師學習的有三千多人。眾公卿爭相聘請他為官，被舉薦為孝廉一次、十次徵闢到公府、九次舉有道，至孝賢良，公車三次徵召，姜肱都不願任職。姜肱的二弟和他名聲相次，也不接受任命，當時人很仰慕他們。
姜肱曾經和他的弟弟季江一同前往會見郡吏，半夜路上遇到強盜，強盜打算殺了他們。姜肱兄弟爭死，強盜便放了他們，只搶走衣服和錢財。姜肱兄弟抵達目的地後，有人看到姜肱沒穿衣服，覺得很奇怪，詢問他發生了甚麼事，姜肱顧左右而言他，始終不說出強盜的事情。強盜知道這件事後，很感動又很後悔，來到姜肱的學舍求見姜肱。強盜向姜肱叩頭謝罪，退還所搶走的財物。姜肱不接受，用酒食慰勞他們並請他們趕快離開。

### 姜肱逃官
尚書令陳蕃向漢桓帝上書，推薦五位隱居不肯當官的賢人：豫章人徐稚、彭城人姜肱、汝南人袁閎、京兆人韋著、潁川人李曇。漢桓帝對所有的人都備與厚禮徵聘他們，但沒有人接受應聘。
漢桓帝徵聘不到姜肱，於是下詔讓彭城令派畫工畫出他的肖相。姜肱躺臥在幽暗的房子裡，拿被子蓋臉，說他得了一種頭眩的病，所以不可以吹風，因此畫工沒辦法見到他的長相。
中常侍曹節等人專執朝政，剛殺害太傅陳蕃、大將軍竇武後，打算藉由討好賢德之人，讓眾人安心，於是徵召姜肱為犍為郡太守。姜肱收到詔書，私下告訴他的朋友說：「我不過是徒有虛名而已。明皇在上，應該要堅持自己本來的志向，何況現在朝政大權在那些宦官手上，能有什麽作爲！」於是隱居逃避任命，逃往遠方的海邊。朝廷再用玄纁重聘他，姜肱還是不肯就職。詔令拜爲太中大夫，詔書都送到家門，姜肱要家人回答說「久病就醫」。於是姜肱穿著破舊的衣服走小路逃走，躲藏於青州界中，靠占卜謀生。詔命只得中斷，家裡的人也不知道他的下落，許多年後，姜肱才回家。
熹平二年（173年），姜肱逝世，享壽七十七歲。姜肱的學生陳留郡人劉操追慕姜肱的德行，刻石讚頌他。

## 相關軼事
韋放和他的兄們和睦相處，每次遠行或返家時，經常住在一起，人們將他們和姜肱三兄弟相比，稱他們為「三姜」。

## 延伸阅读
[在维基数据编辑]
 《後漢書·卷53》，出自范晔《後漢書》